# Іловайськ
Ілова́йськ — місто в Україні, адміністративний центр Іловайської міської громади Донецького району Донецької області. Входить до Донецько-Макіївської агломерації. Значний залізничний вузол, станція Іловайськ, на якій до 2014 року на діяв пункт контролю на державному кордоні з Росією. Станція складається з двох парків — Іловайськ-Пасажирський парк, Іловайськ-Південний парк.

## Населення
Історична динаміка чисельності населення:
| рік  | населення |
| ---- | --------- |
| 1923 | 3 065     |
| 1926 | 6 145     |
| 1939 | 15 222    |
| 1959 | 21 947    |
| 1970 | 19 676    |
| 1979 | 20 435    |
| 1989 | 21 076    |
| 1992 | 21 000    |
| 1998 | 20 500    |
| 2001 | 17 620    |
| 2005 | 16 915    |
| 2010 | 16 255    |
| 2014 | 15 808    |

### Національний склад
Розподіл населення за національністю за даними перепису 2001 року:
| Національність  | Відсоток |
| --------------- | -------- |
| українці        | 56,76 %  |
| росіяни         | 40,15 %  |
| білоруси        | 0,69 %   |
| вірмени         | 0,68 %   |
| греки           | 0,27 %   |
| сакартвельці    | 0,19 %   |
| татари          | 0,14 %   |
| азербайджанці   | 0,14 %   |
| молдовани       | 0,11 %   |
| інші/не вказали | 0,87 %   |

### Мова
Розподіл населення за рідною мовою за даними перепису 2001 року:
| Мова            | Кількість | Відсоток |
| --------------- | --------- | -------- |
| російська       | 14551     | 82,58 %  |
| українська      | 2966      | 16,83 %  |
| вірменська      | 41        | 0,23 %   |
| циганська       | 16        | 0,09 %   |
| білоруська      | 4         | 0,02 %   |
| інші/не вказали | 43        | 0,25 %   |
| Всього:         | 17621     | 100 %    |

За даними перепису 2001 року населення міста складало 17621 особу, з них 16,83 % зазначили рідною мову українську, 82,58 % — російську, 0,23 % — вірменську, 0,09 % — циганську, 0,02 % — білоруську та грецьку, 0,01 % — молдовську, болгарську, німецьку та румунську мови.

## Історія
Засноване у 1860-х роках XIX століття, як роз'їзд № 17 на залізничній лінії Харків — Таганрог. Назву отримана на честь Іловайських родових земель, якими прокладена залізниця.
Селище швидко розбудовувалося наприкінці 1880-х років XIX століття, після об'єднання Курсько-Харківсько-Азовської залізниці з Катерининською.
Після спорудження Другої Катерининської залізниці (Довгинцеве — Волноваха — Іловайськ — Дебальцеве) у 1902—1904 роках станція Іловайськ набула статусу вузлової. Завдяки збільшенню притоку робочих з інших міст до 1903 року в селищі налічувалося понад 900 жителів.
Під час революції 1905—1907 в місті діяла місцева дружина. 10 грудня 1905 року політична боротьба у місті переросла у збройні сутички. Після оголошення загальноміського страйку була сформована місцева дружина. Залізничники, зібравши гроші, придбали 40 револьверів і рушниць. Після поразки повсталих у Горлівці до селища прибули козаки, які роззброїли дружину та заарештувати членів страйкового комітету. Один з членів страйкового комітету — Корнєєв — помер у в'язниці. Інші (Ганін, Ройтер і Подласний) вийшли на волю у 1910.
7 (20) листопада 1917 року, відповідно до Третього Універсалу Української Центральної Ради, увійшло до складу Української Народної Республіки.
У 1938 році селище Іловайськ отримало статус міста.

### Бої за Іловайськ
10 серпня 2014 року підрозділи Збройних сил України спробували взяти місто штурмом. Проросійські сили відбили штурм і заявили про знищення 9 одиниць бронетехніки.
19 серпня 2014 року почався другий штурм міста. У бою за місто отримав поранення Семен Семенченко, командир батальйону «Донбас», також загинув американський доброволець українського походження 55-тирічний Марко Паславський «Франко». 20 серпня 2014 року місто перебувало на дві третини під контролем української армії. В Іловайську бійці 51-ї бригади взяли в полон п'ятьох російських десантників. За дві доби тут загинуло десять українських вояків, чимало було поранених. У боях брали участь українські формування: «Дніпро», «Донбас», «Азов», «Шахтарськ» за підтримки армійських частин 17-ї танкової, 93-ї механізованої та 51-ї механізованої бригад. Проросійські сили отримали підкріплення угрупувань «Восток» та «Оплот». 2 одиниці бронетехніки проросійських сил знищили бійці «Донбасу».
27 серпня 2014 року російські бойовики повідомили, що повністю взяли Іловайськ під свій контроль, але бої продовжувалися точитися. Станом на 28 серпня 2014 року українські війська потрапили в оточення, їх ситуація стала катастрофічною.
27 серпня 2014 року комбат «Донбасу» Семен Семенченко заявив, що Іловайськ може перетворитися на братську могилу, бо добровольців під Іловайськом обдурили, і закликав пікетувати Генштаб. Жодної допомоги поки не надійшло.. 28 серпня 2014 року він розповів, що штурм міста здійснювали лише 340 осіб, коли повинні були брати участь 800. План операції був погоджений і затверджений керівництвом АТО, а безпосереднє командування здійснював генерал Збройних сил України. Командир батальйону «Донбас» Семен Семенченко згадував:
Вже був убитий командир батальйону «Херсон», контужений комбат «Дніпра» Юра Береза, вбиті або поранені частина моїх взводних … А далі вдарив ворог з сектора Д, і потім «відійшли» підрозділи ЗСУ, які повинні були прикривати нам тил. Ні, я впевнений, що такого наказу у них не було. Вони просто «відійшли» так, що деяких ловили аж за 150 км від місця дислокації. А потім ударив ворог від Новоазовська, а потім ударив ворог з Моспине на Старобешеве. І ми потрапили в оперативне оточення. І останній наказ «триматися»
Бійців в Іловайську почали «методично розстрілювати» з РСЗВ «Град» і «Ураган». «А потім була бригада Нацгвардії, яку відправив до нас міністр МВС і командувач Нацгвардії на допомогу. А потім незрозумілий наказ розгорнути її на 180 градусів. Наказ командувача АТО».
28 серпня речник ІАЦ РНБО Андрій Лисенко передав, що Іловайськ під контролем українських військових. За його словами, туди вже надійшло підкріплення.
28 серпня на екстреному засіданні РНБО президент України Петро Порошенко заявив, що тяжка ситуація українських військ в Іловайську багато в чому викликана зрадою керівництва двох бригад, які самовільно залишили лінію оборони.
29 серпня о 00:05 Путін звернувся до бойовиків із закликом випустити українських військових через гуманітарний коридор.
Українські військові виходили з Іловайська двома колонами. О 8:15 за попередньо оговореними маршрутами військові почали рухатися повз укріплені росіянами позиції, проте дві години потому, о 10:00, попри домовленості, біля Червоносільського російська сторона відкрила вогонь на знищення та почала розстріл «гуманітарного коридору». За безпосередньою вказівкою та наказом командування Генерального штабу ЗС РФ російські військовослужбовці впритул розстріляли з важкого озброєння колони українських військових, разом із полоненими російськими військовослужбовцями під час виходу за визначеним маршрутом як гуманітарним коридором особового складу підрозділів сил АТО у похідному (не бойовому) порядку в районі населених пунктів Старобешево, Чумаки, Новодвірське, Агрономічне, Многопілля, Червоносільське, Осикове, Новокатеринівка Донецької області. Українські військові змушені були зупинитись і закріпитись на позиціях. Саме там бійці і знищили два танки ворога — Т-72Б3.
За вказаних обставин вчинено віроломне вбивство 366 українських воїнів, 429 — отримали поранення різного ступеню тяжкості, понад 300 — потрапили у полон (на цей час у полоні залишається 41 особа), зникло безвісти понад 500 осіб (на цей час залишається безвісти зниклими 93 особи), Збройні Сили України зазнали значних втрат озброєння і військової техніки на суму майже 300 млн грн.
Близько 22:00 війська РФ під Іловайськом поставили вимогу силам АТО здатися до 06:00 ранку, інакше усі будуть знищені.
Близько 23:30. Бійці АТО намагалися із запеклими боями вирватися з оточення.
30 серпня
01:44. Семен Семенченко після розмови з Петром Порошенком повідомив, що в результаті переговорів на вищому рівні досягнута домовленість про таке:
1) До 10:00 сьогодні всі бійці, які не здалися в полон, із зброєю і прапорами будуть випущені через спеціальний коридор до місця дислокації основних сил АТО. Бойова техніка підірвана.
2) Протягом декількох днів усі, хто здався в полон, а також поранені, які перебувають у полоні, будуть обміняні на російських десантників в Харкові.
31 серпня
23:45. Стало відомо, що під Іловайськом зникли керівник проекту «Дорожній контроль» Ростислав Шапошников, журналіст Єгор Воробйов і оператор Еспресо TV Тарас Чкан. Журналісти знаходилися разом із Другим взводом 39 батальйону та потрапили в оточення в районі села Многопілля між Іловайськом і Кутейниковим. Зв'язку з ними немає понад кілька днів.

## Виробництво
Населення міста в основному зайняте на підприємствах з обслуговування залізничного транспорту. Також розвинене виробництво шлакоблоків. Близько 40 % зайнятих у народному господарстві працюють в Іловайському відділенні Донецької залізниці.

## Відомі особи
- Богатиренко Юрій Кирилович — український художник кіно, художник-постановник.
- Гуренко Станіслав Іванович — український радянський політичний діяч.
- Карачун Володимир Володимирович — український науковець у галузях інженерії та механіки, доктор технічних наук.
- Осика Дем'ян Васильович — Герой Радянського Союзу.
- Панов Борис Семенович — український науковець-геолог, доктор геолого-мінералогічних наук.
- Сиволоб Андрій Володимирович — український науковець-генетик, біофизик, доктор біологічних наук.